# Étang de la Charnaie
L'Étang de la Charnaie est un cours d'eau français qui coule dans le département du Cher. C'est un affluent de l'Arnon en rive gauche et donc un sous-affluent de la Loire.

## Géographie
L'Etang de la Charnaie présente une longueur de 12,7 kilomètres. Il prend sa source dans la commune de Saint-Christophe-le-Chaudry, près du lieu-dit le Grand Chaux à une altitude de 296 m, s'écoule vers le nord puis vers l'ouest et se jette dans l'Arnon, dans la commune de Loye-sur-Arnon, à une altitude de 204 m.

### Communes traversées
L'Étang de La Charnaie traverse 3 communes, soit de l'amont vers l'aval :  Saint-Christophe-le-Chaudry (18), Vesdun (18), Loye-sur-Arnon (18). 

### Zone hydrographique
Les bassins hydrographiques sont découpés dans le référentiel national BD Carthage en éléments de plus en plus fins, emboîtés selon quatre niveaux : régions hydrographiques, secteurs, sous-secteurs et zones hydrographiques. Le bassin versant de l'Étang de la Charnaie s'insère dans la zone hydrographique « L'Arnon de la Joyeuse (Nc) au Portefeuille (Nc)  », au sein du bassin DCE plus large « La Loire, les cours d'eau côtiers vendéens et bretons ». 

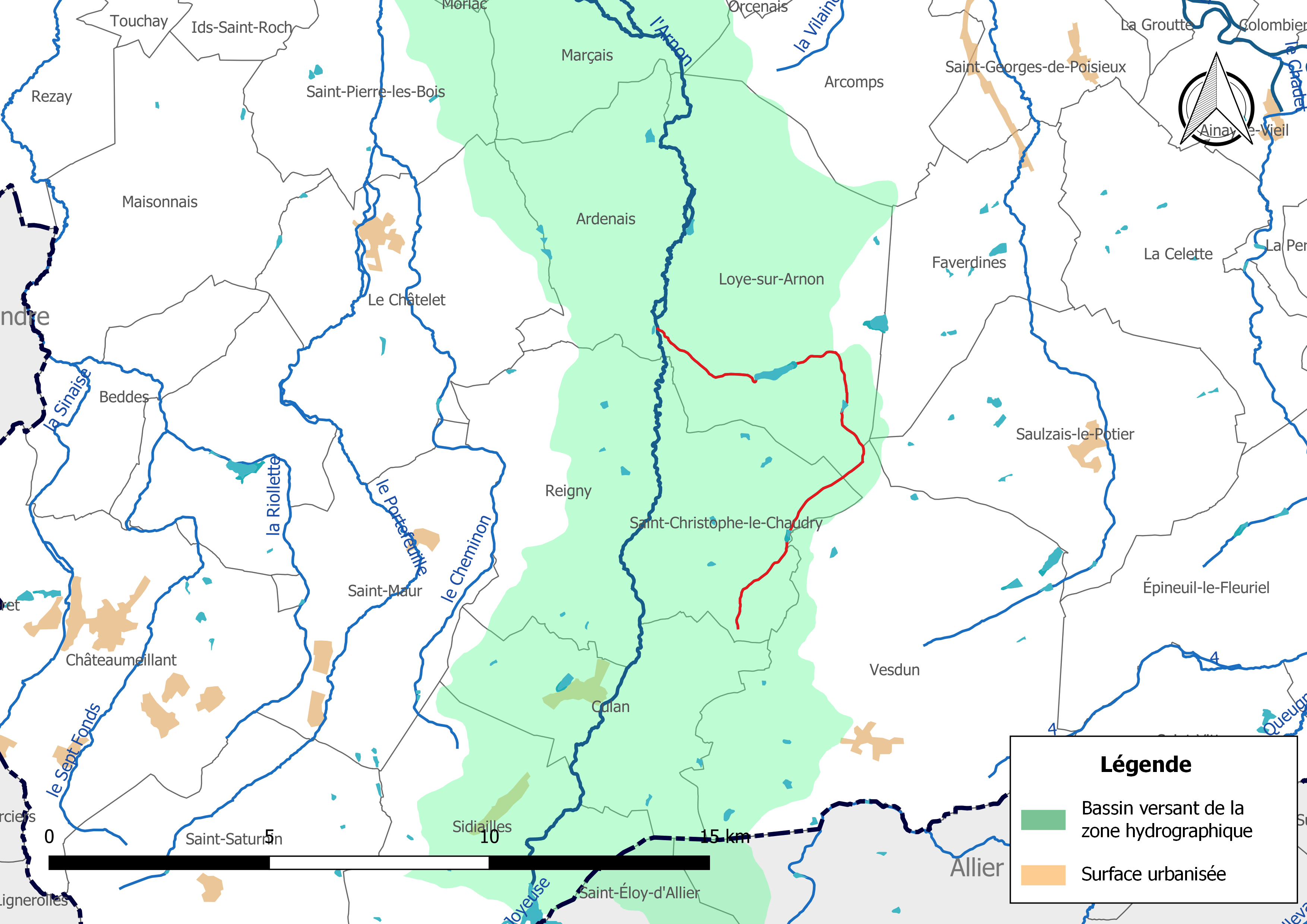
L'Étang de Charnaie (en rouge) et la zone hydrographique dans laquelle il s'insère.

## Pêche et peuplements piscicoles
Sur le plan piscicole, l'Étang de la Charnaie est classé en deuxième catégorie piscicole. L'espèce biologique dominante est constituée essentiellement de poissons blancs (cyprinidés) et de carnassiers (brochet, sandre et perche). 

## Qualité des eaux

### État des masses d'eau et objectifs
Issu de la Directive cadre européenne sur l’eau (DCE) du 23 octobre 2000, le découpage en masses d’eau permet d'utiliser un référentiel élémentaire unique employé par tous les pays membres de l'Union européenne. Une masse d'eau de surface est une partie distincte et significative des eaux de surface, telles qu'un lac, un réservoir, une rivière, un fleuve ou un canal, une partie de rivière, de fleuve ou de canal, une eau de transition ou une portion d’eaux côtières. Pour les cours d’eau, la délimitation des masses d’eau est basée principalement sur la taille du cours d’eau et la notion d’hydro-écorégion. Ces masses d’eau servent ainsi d’unité d’évaluation de l’état des eaux dans le cadre de la directive européenne. L'Etang de La Charnaie fait partie de la masse d'eau codifiée FRGR2240 et dénommée « l'etang de la charnaie et ses affluents, depuis la source jusqu'à la confluence avec L'Arnon ».
Le schéma directeur d'aménagement et de gestion des eaux (Sdage) Loire-Bretagne est un document de planification dans le domaine de l’eau. Il définit, pour une période de six ans les grandes orientations pour une gestion équilibrée de la ressource en eau ainsi que les objectifs de qualité et de quantité des eaux à atteindre dans le bassin Loire-Bretagne. L'état des lieux 2013 défini dans la SDAGE 2016 – 2021 et les objectifs à atteindre pour cette masse d'eau sont les suivants,, :

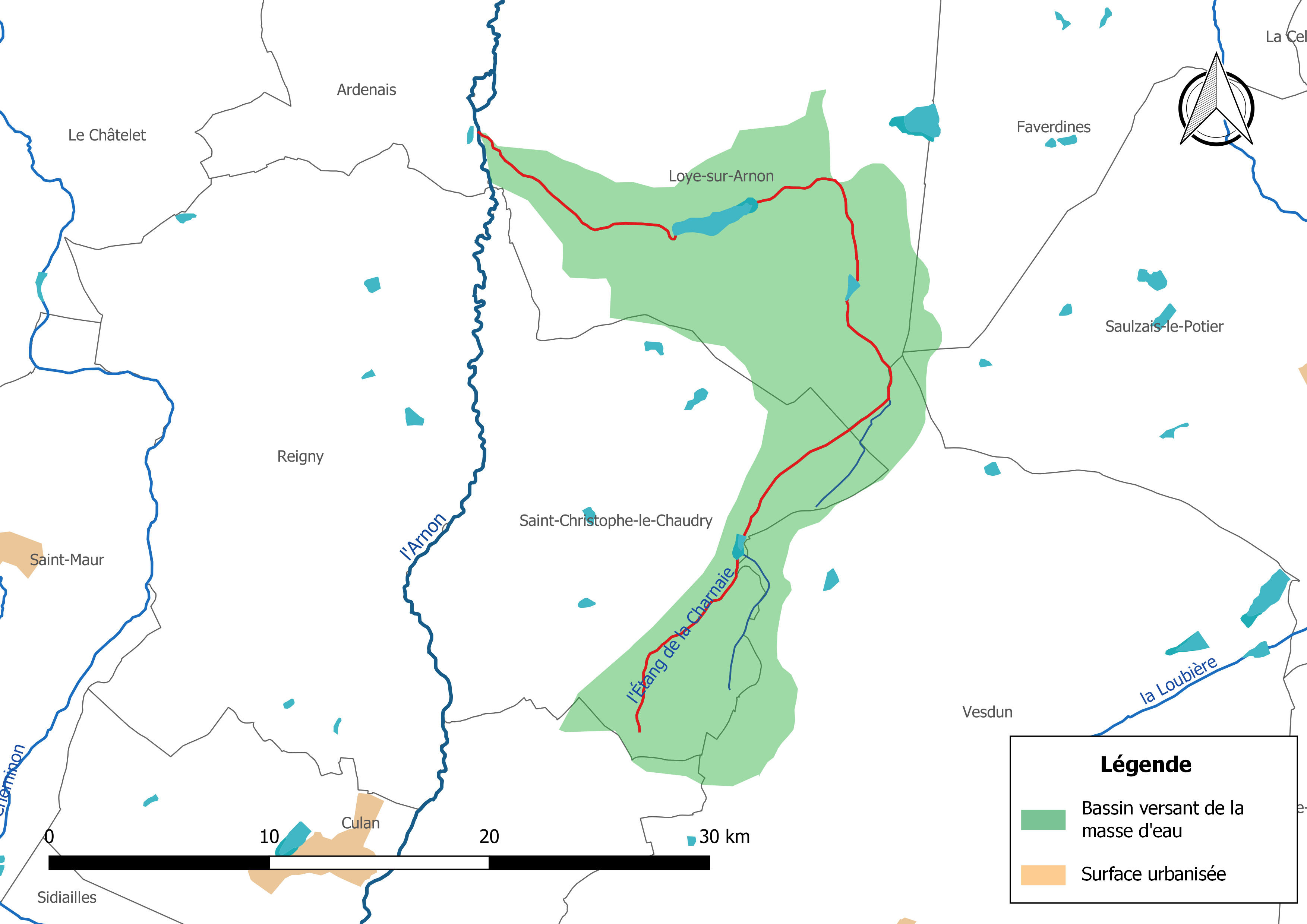
Masse d'eau « FRGR2240 », avec mise en exergue du cours d'eau « l'Étang de la Charnaie » (en rouge).

| Code masse d'eau | Libellé masse d'eau                                                                          | État écologique 2013 des cours d'eau | État écologique 2013 des cours d'eau | État écologique 2013 des cours d'eau | État écologique 2013 des cours d'eau | Objectifs                  | Objectifs                  | Objectifs                | Objectifs                | Objectifs              | Objectifs              |
| Code masse d'eau | Libellé masse d'eau                                                                          | État écologique                      | État biologique                      | État physico-chimie générale         | État Polluants spécifiques           | Objectif d'état écologique | Objectif d'état écologique | Objectif d'état chimique | Objectif d'état chimique | Objectif d'état global | Objectif d'état global |
| ---------------- | -------------------------------------------------------------------------------------------- | ------------------------------------ | ------------------------------------ | ------------------------------------ | ------------------------------------ | -------------------------- | -------------------------- | ------------------------ | ------------------------ | ---------------------- | ---------------------- |
| FRGR2240         | l'etang de la charnaie et ses affluents, depuis la source jusqu'à la confluence avec L'Arnon | Moyen                                |                                      | Bon état                             |                                      | Bon état                   | 2027                       | Bon état                 | ND                       | Bon état               | 2027                   |

## Gouvernance

### Échelle du bassin
En France, la gestion de l’eau, soumise à une législation nationale et à des directives européennes, se décline par bassin hydrographique, au nombre de sept en France métropolitaine, échelle cohérente écologiquement et adaptée à une gestion des ressources en eau. L'Etang de La Charnaie est sur le territoire du bassin Loire-Bretagne et l'organisme de gestion à l'échelle du bassin est l'agence de l'eau Loire-Bretagne.